# Melilla la Vieja

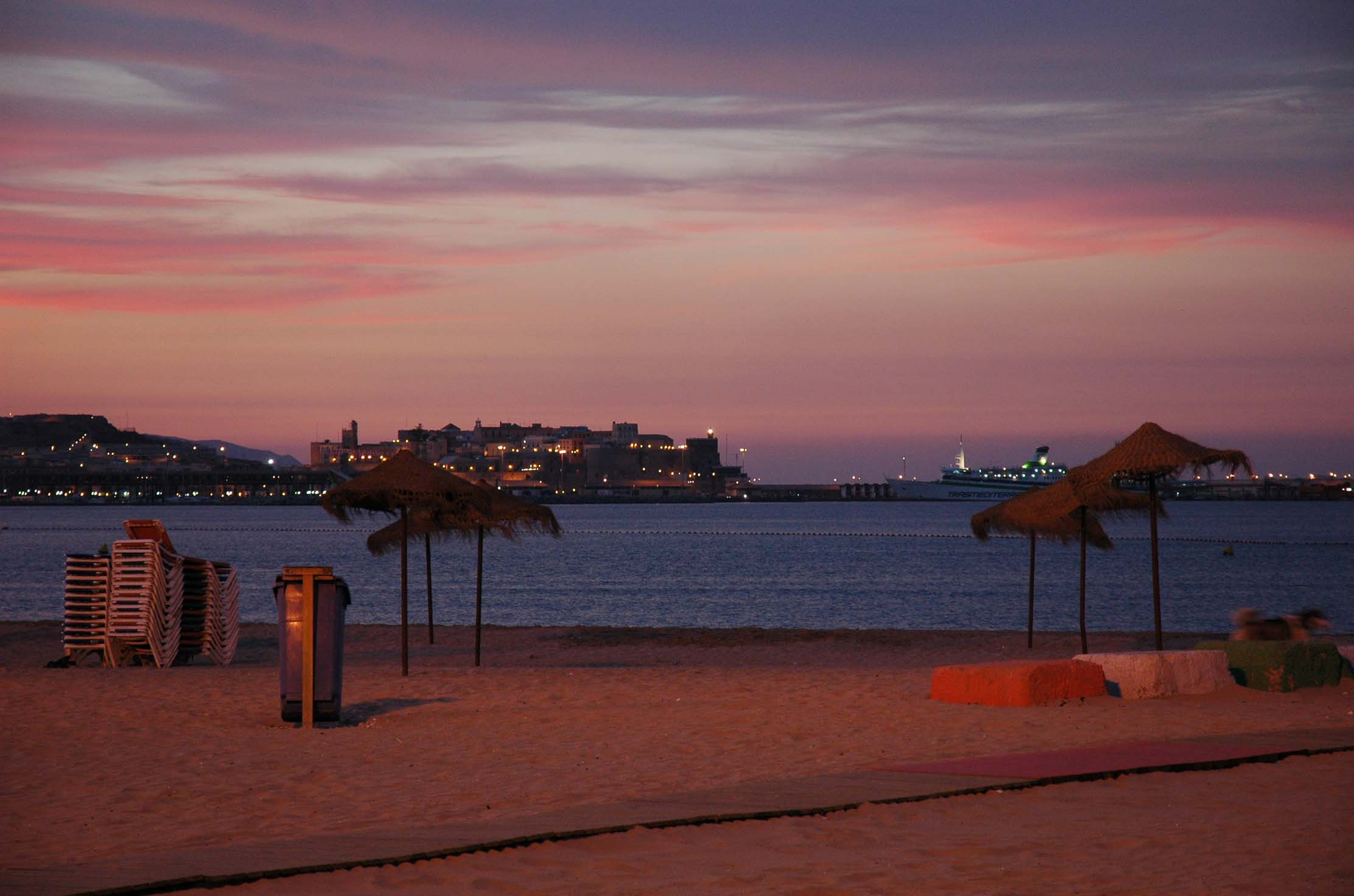
Uitzicht op Melilla la Vieja.

Melilla La Vieja (Nederlands: Oud Melilla) is de naam van een groot fort dat zich bevindt in het noorden van de haven in Melilla, een Spaanse stad in Noord-Afrika. Het fort werd gebouwd in de 16e en 17e eeuw. Een groot deel ervan is de afgelopen jaren gerestaureerd.
Het fort bevat veel van de belangrijkste historische locaties van Melilla, waaronder een archeologisch museum, een militair museum, de kerk van de conceptie en een reeks grotten en tunnels die sinds de Fenicische tijden worden gebruikt.